# Conferència europea dels ministres de transport
La Conferència europea dels ministres de transport o CEMT, en (anglès) European Conference of Ministers of Transport (ECMT) és una organització intergovernamental que es va crear a Brussel·les el 17 d'octubre de 1953. 44 socis, 7 estats associats i un estat observador formen la conferència.
A Europa, el CEMT vol estimular la creació d'un sistema de transport integrat que és a la vegada segur, eficaç, rendible i ecològic.
A la reunió de Dublín al maig de 2006 el consell dels ministres va decidir de crear l'International Transport Forum (ITF), un grup molt més ample. Els socis fundadors són els 51 estats i estats associats. S'espera que altres països s'ajuntaran aviat. Aquest fòrum procurarà cada any una oportunitat als ministres de transport de discutir junts amb organitzacions no governamentals, subjectes d'importància mundial referent al transport. Uns dels seus projectes és la normalització i la classificació de les vies navegables, coneguda com la classificació CEMT.

## Centre de recerques
El 2004, la CEMT i l'OCDE van decidir de fusionar els seus serveis de recerques en crear el Joint Transport Research Centre o JTRC. Aquest centre condueix programes de recerca científica respecte a tots els modes de transport interior i els enllaços intermodals que han d'ajudar els polítics als estats membres de determinar la seva estratègia de desenvolupament.

## Socis

Els socis del CEMT

Albània, Alemanya, Armènia, Austràlia, Àustria, Azerbaidjan, Bèlgica, Belarús, Bòsnia i Hercegovina, Bulgària, Canadà, Corea del Sud, Croàcia, Dinamarca, Eslovàquia, Eslovènia, Espanya, Estats Units, Estònia, Finlàndia, França, Geòrgia, Grècia, Hongria, Irlanda, Islàndia, Itàlia, Japó, Letònia, Liechtenstein, Lituània, Luxemburg, Macedònia, Malta, Mèxic, Moldàvia, Montenegro, Noruega, Nova Zelanda, Països Baixos, Polònia, Portugal, Regne Unit, Romania, Rússia, Sèrbia, Suècia, Suïssa, Turquia, Txèquia, Ucraïna.